# Fux-Andersknallarna
Fux-Andersknallarna este o arie protejată (arie specială de conservare — SAC, sit de importanță comunitară — SCI) din Suedia întinsă pe o suprafață de 231,7 ha, integral pe uscat.

## Localizare
Centrul sitului Fux-Andersknallarna este situat la coordonatele 60°45′19″N 14°22′06″E / 60.7553°N 14.3683°E.

## Înființare
Situl Fux-Andersknallarna a fost declarat sit de importanță comunitară în ianuarie 1997 pentru a proteja un număr necunoscut de specii din flora spontană și fauna sălbatică aflate în arealul zonei. Situl a fost protejat și ca arie specială de conservare în martie 2011.

## Biodiversitate
Situată în ecoregiunea boreală, aria protejată conține 3 habitate naturale: Păduri caducifoliate de mlaștină fino-scandinave, Taiga vestică, Mlaștini împădurite.
La baza desemnării sitului se află un număr nedeclarat de specii protejate.